# Sherman Irby

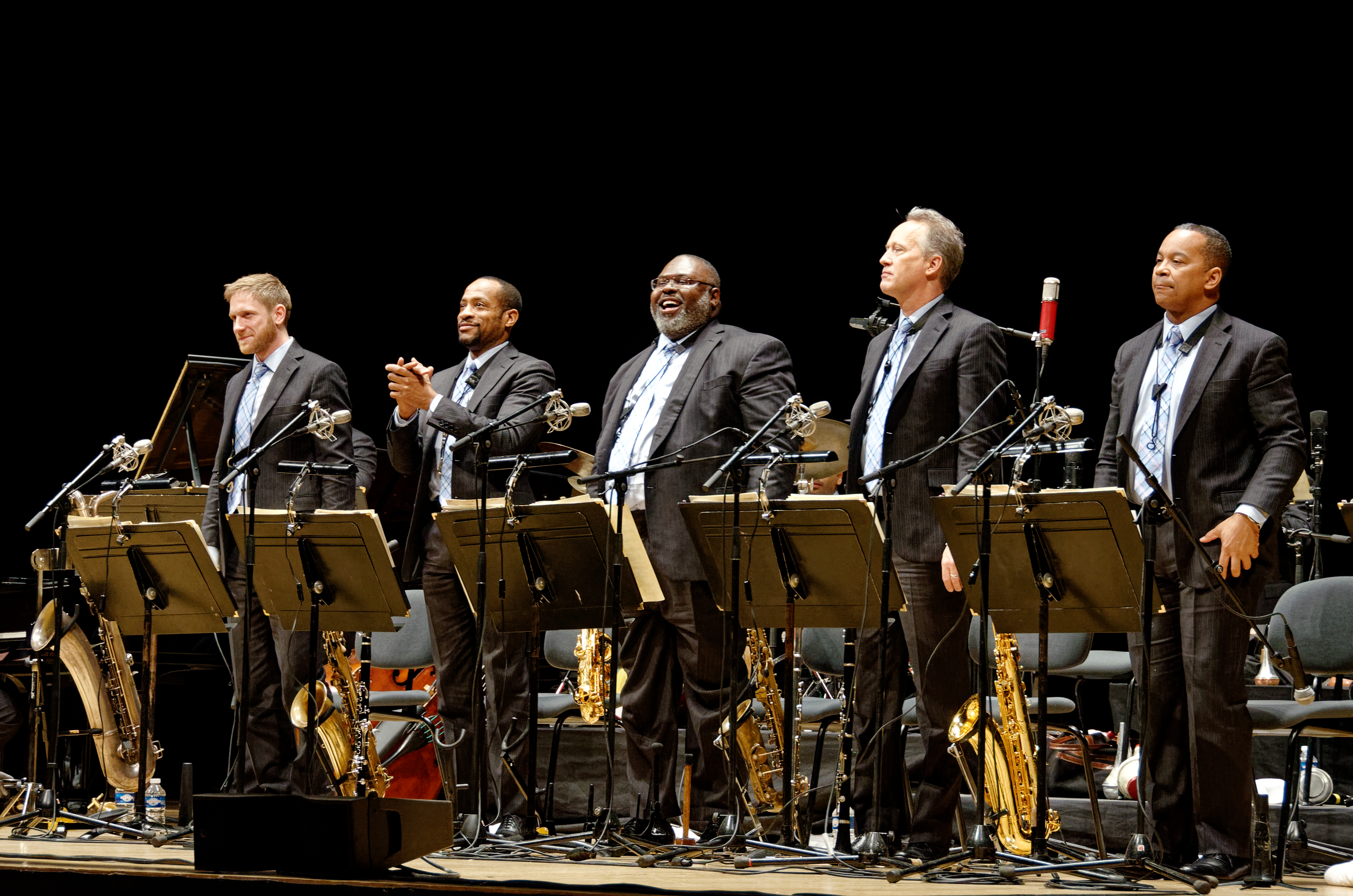
Paul Nedzela, Walter Blanding, Sherman Irby (Mitte), Ted Nash und Victor Goines bei einem Auftritt des Jazz at Lincoln Center Orchestra in Lyon 2016

Sherman Irby (* 24. März 1968 in Tuscaloosa, Alabama) ist ein US-amerikanischer Jazzmusiker (Altsaxophon, auch Sopransaxophon, Flöte, Klarinette, Arrangement) des Postbop.

## Leben und Wirken
Irbys Kindheit war von Gospel- und Bluesmusik geprägt. Er spielte während seiner Schulzeit mit dem Gospelmusiker Reverend Dr. James Cleveland. Unter dem Eindruck von Grover Washingtons LP Mister Magic wählte er das Altsaxophon als Hauptinstrument. Unterricht hatte er bei Danny Harper am Miles College in Birmingham, Alabama. Einen Bachelor in Musikpädagogik erwarb er 1991 an der Clark Atlanta University. 1991 spielte er im Johnny O’Neal Quintet in Atlanta; 1994 zog er nach New York City. Irby spielte dort 1996 mit James Hurt, Eric Revis, Dana Murray bzw. Charlie Persip sein Debütalbum Full Circle (Blue Note) ein.
In den folgenden Jahren arbeitete er u. a. mit Wynton Marsalis und war ab 1995 Mitglied im Lincoln Center Jazz Orchestra. Ferner wirkte er bei Aufnahmen von Marcus Roberts, Russell Gunn, Willie Jones III, Roy Hargrove, Claudia Acuña, Eric Revis, Ryan Kisor, Bill Cantrall, Ted Nash, Lisa Kirchner, Don Braden und René Marie mit. Im Bereich des Jazz war er zwischen 1996 und 2016 an 43 Aufnahmesessions beteiligt. Zu hören ist er auch auf Gerald Cannons Album Live at Dizzy’s Club: The Music of Elvin & McCoy (2024).

## Diskographische Hinweise
- Big Mama's Biscuits (Blue Note, 1998), mit Roy Hargrove, James Hurt, Ed Cherry, Gerald Cannon, Clifford Barbaro, Dana Murray
- Black Warrior (Black Warrior, 2000), mit Eric Reed, Gerald Cannon, Willie Jones III
- Faith (Black Warrior, 2004), mit Larry Willis,  Gerald Cannon, Willie Jones III, Khalil Kwame Bell
- Sherman Irby Organomics: Organ Starter (Black Warrior, 2006), mit Fred McFarlane, Bruce Edwards, Alvester Garnett
- Live at the Otto Club (Black Warrior, 2008), mit Nico Menci, Marco Marzola, Darrell Green
- Sherman Irby and Momentum: Cerulean Canvas (Black Warrior, 2017)